# Palmeirândia
Palmeirândia is een gemeente in de Braziliaanse deelstaat Maranhão. De gemeente telt 18.772 inwoners (schatting 2009).